# 修正主义 (马克思主义)

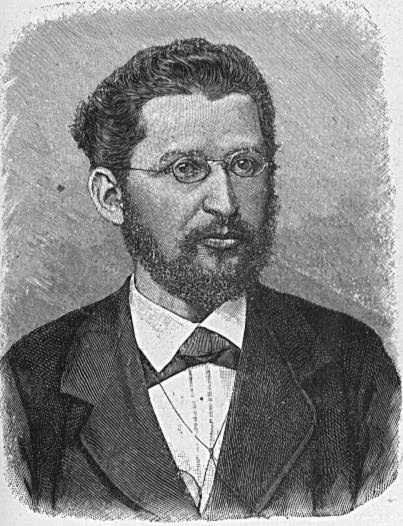
爱德华·伯恩施坦，德国修正主义理论家，第一批修正马克思主义基本原则的社会主义者。他的修正主义理论被称为伯恩施坦主义。

修正主义（英語：revisionism）通常是指对德国思想家卡尔·马克思所提出的一系列学术理论（即马克思主义）做出“修正”的一种思潮和流派。指控者认为这一般都会违背马克思主义的基本原则，所以并非对马克思主义的继承与发展。
修正主义一词的使用分布非常广泛。历史上具有代表性的相关爭論包括：第二国际中以列宁为首的理论家对修正主义的争论和反对；苏南交恶后，苏联和中华人民共和国认为南斯拉夫走上修正主义道路；苏联共产党在斯大林去世后对其全盘否定并提出“三和两全”政策，被中国共产党认为是修正主义，中苏交恶；毛泽东去世后，恩维尔·霍查指控毛泽东思想和中华人民共和国为修正主义，形成霍查主义和毛主义等“反修正主义”派别。目前亦有毛派人士认为中华人民共和国政府自改革开放后走上了修正主义道路。

## 词源
“修正”一词来自于拉丁语“revidere”和“revisere”，本意为“重判”、“重新审查”，原为中性词，其派生词“修正主义”原泛指对某种学说的修正。20世纪初后，被马克思主义者用于专门称呼那些修改马克思主义基础原理的流派和思潮。最早使用“修正主义”一词指称爱德华·伯恩施坦的思想可能是1898年—1899年罗莎·卢森堡发表的一组论文，集为《社会改良还是社会革命？》。

## “古典”修正主义之爭
从19世纪90年代起，马克思主义者内部开始逐渐出现意见上的分歧，并展开了“真理性”的辩论乃至斗争。
这种分歧体现在以德国社会民主党领袖爱德华·伯恩施坦等人为代表的改良主义者與以屬於第二国际的卡爾·考茨基为代表的正統马克思主义者、以另一位德国社会民主党领袖羅莎·盧森堡等人为代表的盧森堡主義者和以布尔什维克党领袖弗拉基米尔·列宁为代表的列寧主義者之間的鬥爭當中。後來，布尔什维克党内部以列夫·托洛茨基为首的“左翼反对派”的主张被斯大林主義者攻击为“伯恩施坦-考茨基主义的变种”。

### 爱德华·伯恩施坦
以德国社会民主党领袖爱德华·伯恩施坦为代表的马克思主义派系认为古典马克思主義理论中存在许多错误。例如，马克思提倡共产主义社会中必须实现彻底的公有制，但伯恩施坦（及其支持者）则认为，绝对的公有制会导致劳工出现生产积极性不足的问题。在无产阶级如何夺取政权的问题上，伯恩施坦和马克思在意见上也出现了分歧。
马克思主张无产阶级夺取政权时应通过暴力革命的形式，但伯恩施坦则认为无产阶级在夺取政权时应采用议会斗争的理性形式，后来这种观点也遭到了卢森堡主义者和后来的列宁主义者等等的马克思主义派系的批评和反对。
除此之外，伯恩施坦还对马克思主义理论中的“劳动价值论”、“剩余价值论”、“资本主义已到达崩溃边缘論”、“阶级斗争扩大论”等理论做出了批駁或修正。
在哲学上，以列宁等人为代表的派系认为这种修正主义背弃辩证唯物主义和历史唯物主义，“用庸俗的进化论、诡辩论代替革命的辩证法”。

## 二戰時期的修正主義
1944年，在共產國際解散後，美國共產黨總書記厄爾·白勞德開始宣揚「資本主義和共產主義和平共存」的思想（即所謂的“進步資本主義”或“白劳德主义”），並且在那一年的美國共產黨十二大會議上宣佈解散美國共產黨。這一舉動遭到了工會書記威廉·Z·福斯特等人的激烈反對，1945年，福斯特等人宣布重建美國共產黨，並且解除了白劳德的職務，1946年2月將其開除出黨。

## 冷戰及以后各国的修正主義及其相关指控
现代修正主义，主要是指苏联、南斯拉夫社会主义联邦共和国和中华人民共和国等社会主义政权建立后所产生的当代修正主义思潮。
被指为修正主义者的一方通常认为坚持传统马克思主义的马克思主义者都是顽固保守的“教条主义者”。他们通常认为，苏联和中国前三十年（即计划经济时期）发展的失败证明了传统马克思主义存在许多缺陷，需要改良。

### 南斯拉夫
自1948年开始，斯大林领导下的苏共和毛泽东领导下的中共强烈批判铁托领导下的南斯拉夫为“现代修正主义”。中華人民共和国称呼南斯拉夫为“南修”。
20世纪60年代初期因赫鲁晓夫效仿南斯拉夫进行改革而形成的去斯大林化政策导致中苏交恶以及中苏论战，中共强烈批判赫鲁晓夫改革后的苏共步南斯拉夫的后尘走上“现代修正主义”道路。中華人民共和国开始称呼苏联为“苏修”，此时，赫鲁晓夫改革后的苏联转而认为南斯拉夫是真正的社会主义国家，而毛泽东领导下的中国和胡志明领导下的越南坚持继续称南斯拉夫为修正主义国家。

### 苏联
20世纪60年代初期因赫鲁晓夫改革形成的去斯大林化政策导致的中苏交恶以及中苏论战期间，中共强烈批判赫鲁晓夫改革后的苏共步南斯拉夫的后尘走上“现代修正主义”道路。中華人民共和国开始称呼苏联为“苏修”，此时，赫鲁晓夫改革后的苏联转而认为南斯拉夫是真正的社会主义国家，而毛泽东领导下的中国和胡志明领导下的越南坚持继续称南斯拉夫为修正主义国家。
赫鲁晓夫在1964年被勃列日涅夫赶下台，虽然在西方各国和苏联国内看来，勃列日涅夫上台却被视为是对斯大林主义的恢复，主要体现在勃列日涅夫主义和苏共官僚“干部队伍的稳定”，一直持续到1980年代末期戈尔巴乔夫实施改革，最后苏共下台为止，但在毛泽东、霍查看来仍然是修正主义的延续，是“没有赫鲁晓夫的赫鲁晓夫主义”。
中国《人民日报》曾称托洛茨基主义为“托洛茨基修正主义”，称布哈林主义为“布哈林分子的修正主义”。

### 朝鲜
金日成领导下的朝鲜民主主义人民共和国因1961年刚与中国签订《中朝友好合作互助条约》，于当年年底召开的苏共“二十二大”之后，在内部文件中谴责苏联为修正主义，但在公开场合中于苏联和中国大陸之间左右逢源，来回摇摆，保证自身的最大利益，一直持续至1965年勃列日涅夫全面主政为止。此后朝鲜因与苏联交好而导致中朝关系恶化，因而自1960年代中后期至1970年代初期，毛泽东领导下的中共强烈批判金日成领导下的朝鲜劳动党和朝鲜政府走上了修正主义道路，称呼朝鲜为“朝修”，并在中朝边境地区大肆抓捕“朝修特务”。中共中央对外联络部还编印《朝鲜劳动党反华言论》。

### 越南
胡志明主政时期的越南民主共和国在1963年召开的越共三届九中全会上以不点名的方式谴责苏联为修正主义，但在公开场合中不与苏联直接发生冲突，以保证其在战争期间争取军援的需要，一直持续至1975年越南全国统一、黎笋全面主政后。此后越南因与苏联交好而导致中越关系恶化，中国官方曾把黎笋主政下的越南称为“越修”，直至1980年代与“苏修”一词一并停止使用。

### 罗马尼亚
乔治乌-德治和齐奥塞斯库领导下的罗马尼亚社会主义共和国也一度被评价为修正主义国家，简称“罗修”。毛泽东曾指出：“罗马尼亚这个党，在思想上和赫鲁晓夫相同的东西很多。他们完全是一种实用主义，不讲是非，如果不改正错误，决不会有什么好下场”。

### 阿尔巴尼亚
在中阿决裂后，随着毛主义被阿尔巴尼亚最高领导人恩維爾·霍查宣称为修正主义，且霍查公开支持于1976年被捕的被指控有托洛茨基主义倾向的四人帮，其后又与南斯拉夫重新交好，并与苏联共同支持黎笋领导的越南对抗中国，霍查领导的阿尔巴尼亚劳动党和阿尔巴尼亚社会主义人民共和国政府也因此被中国官方指责为“托洛茨基分子“和修正主义者，简称“阿修”。现今世界上一些信奉毛主义的政党也仍然声称霍查主义是修正主义。

### 秘鲁
“光辉道路”组织领袖阿维马埃尔·古斯曼一度想联络阿尔巴尼亚最高领导人霍查，但霍查更倾向支持秘鲁共产党—红旗，未理睬他。因此，“光辉道路”认定阿尔巴尼亚也是沦落的修正主义。

### 捷克斯洛伐克
在中苏交恶时期，中华人民共和国方面称捷克斯洛伐克共产党及其领导的捷克斯洛伐克社会主义共和国政府为“捷修叛徒集团”，并编印《捷克斯洛伐克共产党反华言论》。

### 保加利亚
在中苏交恶时期，中华人民共和国方面称保加利亚共产党及其领导的保加利亚人民共和国政府为“保修叛徒集团”，并编印《保加利亚共产党反华言论》。

### 波兰
在中苏交恶时期，中华人民共和国方面称波兰统一工人党及其领导的波兰人民共和国政府为“波修集团”。

### 匈牙利
在中苏交恶时期，中华人民共和国方面称匈牙利社会主义工人党及其领导的匈牙利人民共和国政府为“匈修”，并编印《匈牙利社会主义工人党反华言论》。

### 东德
在中苏交恶时期，中华人民共和国方面称德国统一社会党及其领导的德意志民主共和国政府为“德修”，并编印《德国统一社会党反华言论》。

### 蒙古
在中苏交恶时期，中华人民共和国方面称蒙古人民革命党及其领导的蒙古人民共和国政府为“蒙修集团”，并编印《蒙古人民革命党反华言论》。

### 日本
在中苏交恶时期，中华人民共和国方面称日本共产党为“日修”和“宫本修正主义集团”。

### 菲律宾
在中苏交恶时期，中华人民共和国方面称菲律宾共产党-1930为“菲修”。

### 印度
在中苏交恶时期，中华人民共和国方面称印度共产党为“印修”，并编印《丹吉集团反华言论》；称印度共产党（马克思主义）为“印共（马）修正主义者”。

### 锡兰
在中苏交恶时期，中华人民共和国方面称锡兰共产党为“锡修”。

### 丹麦
在中苏交恶时期，中华人民共和国方面称丹麦共产党为“丹修”。

### 西德
在中苏交恶时期，中华人民共和国方面称德国的共产党为“西德修”。

### 荷兰
在中苏交恶时期，中华人民共和国方面称荷兰共产党为“荷修”。

### 法国
在中苏交恶时期，中华人民共和国方面称法国共产党为“法修叛徒集团”，并编印《法国共产党反华言论》。

### 西班牙
在中苏交恶时期，中华人民共和国方面称西班牙共产党为“西班牙修字党”。

### 葡萄牙
在中苏交恶时期，中华人民共和国方面称葡萄牙共产党为“葡修”。

### 奥地利
在中苏交恶时期，中华人民共和国方面称奥地利共产党为“奥修”。

### 意大利
在中苏交恶时期，中华人民共和国方面称意大利共产党为“意修”，并编印《意大利共产党反华言论》。

### 希腊
在中苏交恶时期，中华人民共和国方面称希腊共产党为“希修”。

### 澳大利亚
在中苏交恶时期，中华人民共和国方面称澳大利亚共产党为“澳修”，并编印《澳大利亚共产党反华言论》。

### 美国
在中苏交恶时期，中华人民共和国方面称美国共产党为“美修”，并编印《美国共产党反华言论》。

### 危地马拉
在中苏交恶时期，中华人民共和国方面称危地马拉劳动党为“危修”。

### 巴西
在中苏交恶时期，中华人民共和国方面称巴西的共产党为“巴西修”。

### 智利
在中苏交恶时期，中华人民共和国方面称智利共产党为“智修”。

### 中华人民共和国

#### 毛泽东时代
中苏交恶时期，苏联方面称，中国犯了“左倾修正主义”错误。
1960年代前中期，毛泽东领导下的中国共产党开展的各类政治和思想斗争均是围绕着“批资鬥修”展开的，这是毛泽东为了防止修正主义思潮传入中国的防范性措施。
恩维尔·霍查领导下的阿尔巴尼亚劳动党在中苏分歧中支持中華人民共和國的立場，并坚守正统的斯大林主義。但在1970年代初毛泽东會見美国总统理查德·尼克松，中华人民共和国与美国的关系大幅度改善后，霍查开始在内部场合批评毛泽东及其提出的“三个世界”理论。毛泽东逝世后，霍查公开强烈批评毛主义是“修正主义”，简称“毛修”，并自称继续坚守斯大林主义。霍查在其于1978年发表的理论著作《帝国主义与革命》中明确指出：“‘毛泽东思想’是修正主义的变种，甚至在修正主义开始形成之前就已形成——第二次世界大战之前，尤其是1935年毛泽东上台后。”
流亡苏联的前中国共产党最高领导人王明在《中国共产党五十年和毛泽东的叛徒行径》（中译名为《中共五十年》）一书中称，“毛从各国网罗来的共产主义事业的叛徒，资产阶级走狗，托洛茨基余孽，“左”、右倾机会主义者和修正主义分子等等，都听从他的指挥棒，经常为他唱赞歌，还扯着嗓门高唱反苏、反共大合唱。”
九一三事件后，《人民日报》发表一系列“批深批透林彪修正主义路线极右实质”的文章。

#### 后毛泽东时代
“粉碎四人帮”后，《人民日报》发表一系列批判“‘四人帮’反党集团”的“反革命的修正主义路线的极右实质”的文章。
|  | “四人帮”像刘少奇、林彪这些修正主义头子一样，打着红旗反红旗，推行反革命的修正主义黑货。……说穿了，所谓“永远按既定方针办”，就是永远按“四人帮”反革命的修正主义路线方针办。他们要一手遮天，把他们一整套的修正主义方针合法化、永久化、神圣化。 |

1978年改革开放后，中国全面调整对内、对外政策。邓小平后来在1989年5月会见戈尔巴乔夫时对此作了总结，认为中華人民共和国和苏联双方都应检讨自己的错误，“当时（中苏）双方都讲了很多空话，我们（中国大陸）现在也不认为自己当初说的都是对的”，并对中共当时在“九评苏共”公开信中存在的问题做了反思。之后，中共不再使用“修正主义”这一概念。
与此同时，国际上的一些左翼政党，包括尼泊尔共产党（毛主义）、印度共产党（毛主义）、美国革命共产党等自称坚持毛主义的毛派政党，以及一些左翼人士（如张春桥、江青、魏巍、夏尔·贝特兰、寒春阳早夫妇、阳和平等）则认为中国自从华国锋等人发动政变以及邓小平执政以来，中国背叛了马克思列宁主义、毛泽东思想，复辟了资本主义，走上了修正主义的道路，否认此后的中国是社会主义国家。